# 阿曼达-杰德·韦林顿
阿曼达-杰德·韦林顿（英語：Amanda-Jade Wellington，1997年5月29日—），澳大利亚女子板球运动员，2016年加入成年国家队。她曾代表澳大利亚国家队参加2022年英联邦运动会板球比赛，获得一枚金牌。